# Zeferino González y Díaz Tuñón

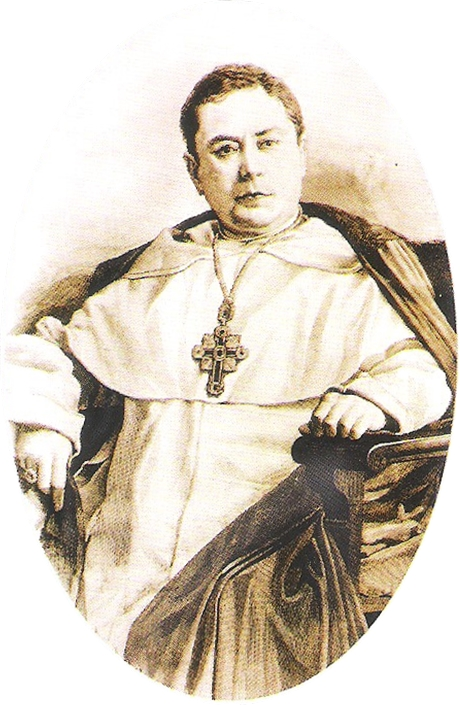
Ceferino Kardinal Gonzalez im Habit der Dominikaner (Porträt 1885)

Zeferino González y Díaz Tuñón OP (auch: Fray Zeferino, Ceferino; * 28. Januar 1831 in Villoria, Spanien; † 29. November 1894 in Madrid) war ein spanischer Dominikaner und Kardinal sowie Erzbischof von Sevilla und Toledo. Er war einer der wichtigsten spanischen Philosophen des 19. Jahrhunderts.

## Leben
Ceferino González y Díaz Tuñón entstammte einer Arbeiterfamilie. Er wurde in El Campal in der Pfarrei Villoria Asturien geboren. Seine Ausbildung erhielt er in Ciaño und wurde am 28. November 1844 in Ocaña in den Konvent der Dominikaner aufgenommen. Er studierte Philosophie und begeisterte sich vor allem für den Thomismus, dessen Verteidigung er einen großen Teil seines Lebens widmete.
Im Februar 1849 entsandte ihn sein Orden als Missionar auf die Philippinen, wo er nach einer achtmonatigen Reise ankam. Er setzte seine philosophischen Studien an der Universität Manila fort und beschäftigte sich auch mit Naturwissenschaften wie Physik und Chemie. 1854 empfing er die Priesterweihe. Er lehrte Philosophie und später auch Theologie. Gleichzeitig begann er, seine ersten Schriften zu veröffentlichen: Los temblores de tierra (dt. Erdbeben, Manila 1857) und La electricidad atmosférica y sus principales manifestaciones (Atmosphärische Elektrizität und ihre wichtigsten Manifestationen).
1851 wurde er zum Professor der Studia humanitatis ernannt und erhielt zwei Jahre später eine Professur für Philosophie, 1859 erhielt er den Lehrstuhl für Theologie. Ein schwerer Schlag für ihn war 1858 der Verlust seines Freundes Melchor García Sampedro, der in Vietnam zum Märtyrer wurde. Dessen ungeachtet veröffentlichte er 1864 sein erstes wichtiges Werk Estudios sobre la Filosofía de Santo Tomás (Abhandlung über die Philosophie des Heiligen Thomas), das unter anderen von Marcelino Menéndez Pelayo und Papst Leo XIII. anerkennend aufgenommen wurde.
Trotz seiner vielen Verpflichtungen am Lehrstuhl und den Aufgaben, die er im Konvent übernehmen musste, und trotz einer oft angegriffenen Gesundheit fand er die Zeit, seine philosophischen Schriften zu verfassen. Sein Ruf als Schriftsteller und Philosoph gelangte um 1866 auch nach Spanien. Er begann in Zeitschriften wie La Cruzada (Kreuzzug), La Ciencia Cristiana (Christliche Wissenschaft) und La Ciudad de Dios (Stadt Gottes) zu veröffentlichen. In dieser Zeit entstand auch eine Serie von Artikeln über Philosophie, Geschichte und Wirtschaftspolitik, die unter dem Titel Estudios religiosos, filosóficos, científicos y sociales herausgegeben wurden. Ein weiteres Werk dieser Zeit war die Philosophia elementaria. Viele seiner Werke wurden ins Italienische, Deutsche, Französische, Russische und andere Sprachen übersetzt.

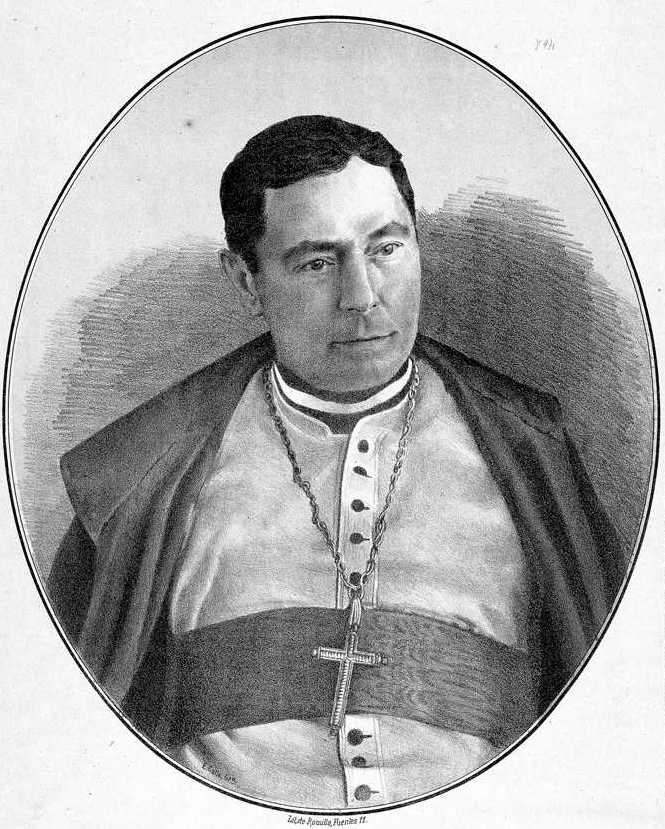
Als Erzbischof von Sevilla (Lithographie von Ceferino)

Im Dezember 1866 verließ er aufgrund gesundheitlicher Probleme und auf Anweisung seiner Vorgesetzten die Philippinen und kehrte nach Spanien zurück, wo er im Dezember 1867 anlangte. In Madrid geriet er in eine Auseinandersetzung mit Segismundo Moret im Ateneo de Madrid und gewann daraufhin die Freundschaft einer Gruppe von Philosophen, unter anderen Alejandro Pidal y Mon, Carlos María Perier, Eduardo Hinojosa, Antonio Hernández y Fajarnés und Juan Manuel Orti y Lara.
Bereits am 16. Juni 1874 wurde er als Bischof der Diözese Málaga benannt, jedoch war er zu dieser Zeit mehr daran interessiert, seine schriftstellerische Tätigkeit weiterzuführen, und setzte daher alle seine Beziehungen ein, damit er auch auf das Bischofsamt im Bistum Astorga verzichten konnte.
Am 5. Juli 1875 wurde er dennoch auf Anweisung von Papst Pius IX. zum Bischof der Diözese Córdoba ernannt. Die Bischofsweihe spendete ihm am 24. Oktober 1875 Manuel García Gil OP, der Erzbischof von Saragossa; Mitkonsekratoren waren Fernando Blanco y Lorenzo OP, präkonisierter Erzbischof von Valladolid, und Erzbischof José María Benito Serra y Juliá OSB, ehemaliger Koadjutorbischof von Perth in Australien. Trotz seiner Aufgaben in der Diözese gelang es ihm, zahlreiche philosophische Schriften zu veröffentlichen.
Am 15. März 1883 wurde er zum Erzbischof von Sevilla ernannt. Das mit dem Bischofsamt verbundene Amt des Senators lehnte er ab. Ein Jahr später wurde er zum Kardinal erhoben. Leo XIII. verlieh ihm am 10. November 1884 die Titelkirche Santa Maria sopra Minerva.
Im folgenden Jahr ernannte König Alfons XII. ihn zum Erzbischof von Toledo, damit verbunden war der Titel des Primas von Spanien. Am 27. März 1885 wurde er zusätzlich zum Patriarch von Westindien, zum Kaplan des Königs und zum Vicario General Castrense (Generalvikar des Militärordinariats) ernannt. 1886 zog er sich aufgrund seiner schlechten Gesundheit nach Sevilla zurück und verzichtete am 28. November 1889 auf seine Ämter.
Er starb an den Folgen eines Kieferkrebses am 28. November 1894 im Convento de la Pasión in Madrid, wo er vom Bischof von Oviedo Ramón Martínez Vigil begleitet wurde, und wurde in der Kirche der Dominikaner in Ocaña beigesetzt.

## Ehrungen

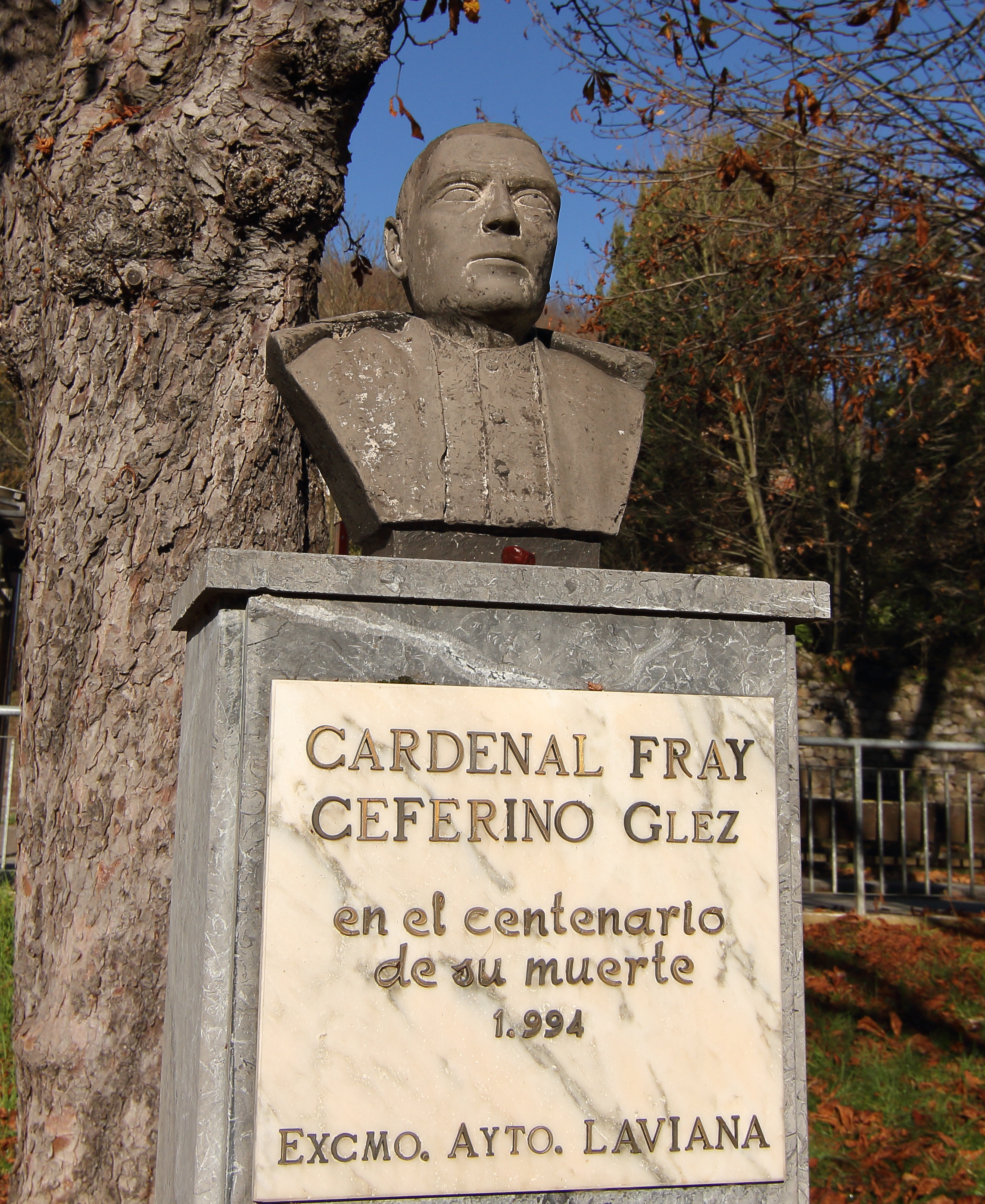
Büste von Ceferino Gonzalez, Villoria (Laviana)

Fray Ceferino war Mitglied der Päpstlichen Akademie des hl. Thomas von Aquin, Mitglied der Buenas Letras de Sevilla, der Real Academia de Ciencias Morales y Políticas (1873), der Real Academia de la Historia und Senator des Königreiches. Er wurde auch als Mitglied der Real Academia Española (1893) aufgenommen und verfasste eine Antrittsrede, die er jedoch nicht mehr halten konnte. 1885 erhielt er die Ehrenbürgerschaft von Manila und den Orden Karls III. und den Orden caballero gran cruz de la Orden de Isabel la Católica. Ein Porträt in einer Fassung von Muñoz de la Espada wurde im Salón de Consejos der Diputación Provincial de Asturias (Halle der Provinzräte von Asturien) aufgehängt.
Eine Straße in Oviedo ist nach ihm benannt.

## Schriften
- Estudios sobre la Filosofía de Santo Tomás. Manila 1864. Establecimiento tipográfico del Colegio de Santo Tomás, a cargo de D. Juan Cortada. 3 Bde. Imprenta de San José. Madrid 1866–1867. 3 Bde. Deutsche Übersetzung: Die Philosophie des heiligen Thomas von Aquin, dargestellt von Franz Zephyrin Gonzalez. Mit Autorisation des Verf. aus dem Spanischen liberi. übersetzt von Karl Joseph Nolte. Regensburg 1885, 3 Bde.
- Reglamento del Colegio de Niñas de Santa Catalina de Sena, bajo la dirección de las religiosas dominicas, de Manila. Manila 1866.
- Philosophia elementaria ad usum academicae ac praesertim ecclesiasticae juventutis, opera et studio. Matriti 1868, 2 Bde. Apud Polycarpum López. Matriti 1877. 2 Bde. (Vol. primum: Logicam, Psychologiam, Idealogiam et Metaphysicam generalem. Vol. secundum: Metaphysicam Specialem, Ethicam et Historiam Philosophiae) Sieben Ausgaben.
- Sobre una biblioteca de teólogos españoles. Ocaña 1869. (In: Estudios… 1873. Tomo 2, S. 207-228.)
- La inmortalidad del alma y sus destinos según una teoría krauso-espiritista. Ocaña 1869. (In: Estudios… 1873. Tomo 1, S. 183-229.)
- La filosofía de la historia. In: La Ciudad de Dios, tomo 3, Madrid 1870: 187-203, 449-464, 335-345, 312-320. (In: Estudios… 1873. Tomo 1, S. 1-181.)
- La definición de la infabilidad pontificia. Imprenta de López, Madrid 1870. 62 S. (In: Estudios… 1873. Tomo 2, S. 231-307.)
- El positivismo materialista. In: La defensa de la Sociedad, tomo 1, Madrid 1872: 31-33, 52-59, 94-102, 129-141, 177-189. El positivismo materialista. Artículos insertos en la revista 'La Defensa de la Sociedad' de Madrid. Juán Aguado. Madrid 1872. 46 S. (In: Estudios… 1873. Tomo 1, S. 231-300.)
- Filosofía elemental. 2 Bde. Imprenta de Policarpo López, Madrid 1873. Sieben Ausgaben. (Bd. 1: Lógica, Psicología, Ideología; Bd. 2: Metafísica general, Especial, Teodicea, Moral.)
- Estudios religiosos, filosóficos, científicos y sociales. Impr. de Policarpo López, Madrid 1873. Prologados por Alejandro Pidal y Mon. 2 Bde. (Bd. 1: «La Filosofía de la Historia», «La inmortalidad del alma y sus destinos», «El positivismo materialista» y un Apéndice sobre el Darwinismo tomado de la Filosofía Elemental; Bd. 2: «La economía política y el cristianismo», «Los temblores de tierra», «Sobre una biblioteca de teólogos españoles», «La definición de la infabilidad pontificia», «Sermón de Santo Tomás de Aquino» y «La electricidad atmosférica y sus principales manifestaciones»).
- Carta pastoral de S.E.I. sobre la santificación de las fiestas y cumplimiento del precepto pascual. In: Boletín Oficial del Obispado de Córdoba, 1877, núm. 5, S. 93–103.
- La causa principal originaria, ya que no la única, del malestar que esteriliza y detiene la marcha de la sociedad por los caminos del bién, es esa gran negación oculta y encarnada en el principio racionalista: la negación de Dios, la cual es principio generador del mal en todas sus formas. (Vorträge vor der la Real Academia de Ciencias Morales y Políticas en la recepción pública del Excmo. e Ilmo. Sr. Arzobispo de Sevilla Dr.D.Fr.Zeferino González, el día 3 de Junio del año de 1883). Imprenta de A.Perez Dubrull, Madrid 1883, 123 S; gehalten und vorgetragen 1874.
- Un recuerdo a las religiosas del Arzobispo de Toledo o sea la Instrucción pastoral del Emmo… a las religiosas de los conventos de su jurisdicción. Toledo 1886, 63 S.
- La antigüedad del hombre y la prehistoria. In: Crónica del Primer Congreso Católico Nacional Español. Madrid 1889, Vol. 1, S. 245–294.
- Prólogo für: Historia del Colegio Mayor de Santo Tomás de Sevilla. Für Enrique de la Cuadra y Gibaja. Imprenta de E.Rasco, Sevilla 1890, 2 Bde. (Verfasst in Somió, 28. August 1890).
- El lenguaje y la unidad de la especie humana. In: La España Moderna, tomo 23, November 1890, S. 81–102.
- La Biblia y la Ciencia. 2 Bde. Imprenta de A. Pérez Dubrull, Madrid 1891. (2 Ausgaben).
- Carta al M.R.P.Honorato del Val. (verfasst in Vergara, 22. Juli 1891). In: La Ciudad de Dios, 25, 1891, S. 503–504.
- Opinión sobre el descubrimiento de América. In: La Ilustración española y americana, año 36, núm. 38, 12. Oktober 1892 (400-jähriges Jubiläum).
- Las relaciones entre el habla castellana y la mística española (Discurso de ingreso en la Real Academia Española, 1893). In: Memorias de la Real Academia Española, tomo VII, 1896, S. 490–537.